# رمسيس نجيب
رمسيس نجيب (8 يونيو 1921 - 4 فبراير 1977) مخرج ومنتج سينمائي مصري.

## حياته الفنية
بدأ حياته الفنية كمساعد مخرج ثم عمل مدير إنتاج لشركة عزيزة أمير ومدير إنتاج ستوديو نحاس وشركة الإنتاج العالمي. أول من قدم أفلاما عربية سكوب بالألوان، من أبرز أعماله فيلم (الوسادة الخالية) لعبد الحليم حافظ، وفيلم (زقاق المدق) للكاتب نجيب محفوظ، وفيلم (وا إسلاماه).

## أعماله

### تمثيل
- 1942: ابن البلد

### تأليف
- 1954: جعلوني مجرما (قصة)
- 1974: الرصاصة لا تزال في جيبي (سيناريو وحوار)
- 1974: هذا أحبه وهذا أريده (سيناريو وحوار)
- 1975: حتى آخر العمر (سيناريو)
- 1976: بعيدا عن الأرض (سيناريو)

### إخراج
- 1942: ابن البلد (مساعد مخرج)
- 1946: غرام الشيوخ (مساعد مخرج)
- 1959: هدى
- 1960: بهية
- 1961: غرام الأسياد

### إنتاج

#### مساعد منتج
- 1943: وادي النجوم
- 1944: طاقية الإخفاء
- 1944: ابنتي

#### مدير الإنتاج
- 1945: الفلوس
- 1945: البني آدم
- 1946: ملاك الرحمة
- 1947: القناع الأحمر
- 1947: أبو حلموس
- 1948: رجل لا ينام
- 1948: بلبل أفندي
- 1949: منديل الحلو
- 1949: لهاليبو
- 1949: كرسي الاعتراف
- 1949: العيش والملح
- 1949: إجازة في جهنم
- 1950: ماكانش عالبال
- 1950: عيني بترف
- 1950: ست الحسن
- 1950: بلدي وخفة
- 1950: بابا عريس
- 1950: أفراح
- 1950: أختي ستيتة
- 1951: لك يوم يا ظالم
- 1951: فرجت
- 1951: فتاة السيرك
- 1951: حكم القوي
- 1951: الصبر جميل
- 1951: الشرف غالي
- 1952: مصطفى كامل
- 1952: عنتر ولبلب
- 1952: شم النسيم
- 1952: الأسطى حسن
- 1953: ريا وسكينة
- 1953: موعد مع الحياة
- 1953: مليون جنيه
- 1953: عفريت عم عبده
- 1953: حميدو
- 1953: حب في الظلام
- 1953: بيت الطاعة
- 1954: عفريتة إسماعيل يس
- 1954: رسالة غرام
- 1954: دايما معاك
- 1954: خطف مراتي
- 1954: حلاق بغداد
- 1954: جعلوني مجرما
- 1954: جنون الحب
- 1954: الملاك الظالم
- 1954: أربع بنات وضابط
- 1955: شاطئ الذكريات
- 1955: حب ودموع
- 1955: أماني العمر
- 1956: رصيف نمرة 5
- 1968: القضية 68 (منتج منفذ)

#### منتج
- 1954: ارحم دموعي
- 1956: موعد غرام
- 1956: شباب امرأة
- 1956: دليلة
- 1957: ليلة رهيبة
- 1957: الوسادة الخالية
- 1957: الطريق المسدود
- 1957: إسماعيل يس في الأسطول
- 1958: هذا هو الحب
- 1958: كهرمان
- 1958: سلطان
- 1958: الزوجة العذراء
- 1958: أبو حديد
- 1959: هدى
- 1959: حب إلى الأبد
- 1959: أنا حرة
- 1959: إسماعيل يس في الطيران
- 1960: بهية
- 1960: أقوى من الحياة
- 1961: وا إسلاماه
- 1961: غرام الأسياد
- 1962: رسالة من امرأة مجهولة
- 1962: آه من حواء
- 1962: أنا الهارب
- 1963: عروس النيل
- 1963: زقاق المدق
- 1964: أدهم الشرقاوي
- 1965: هي والرجال
- 1965: حكاية العمر كله
- 1967: كرامة زوجتي
- 1967: الزوجة الثانية
- 1968: روعة الحب
- 1968: أفراح
- 1968: 7 أيام في الجنة
- 1969: نص ساعة جواز
- 1969: شيء من العذاب
- 1969: بئر الحرمان
- 1970: نحن لا نزرع الشوك
- 1970: لسنا ملائكة
- 1970: الحب الضائع
- 1971: شيء في صدري
- 1971: الخيط الرفيع
- 1971: أختي
- 1972: حب وكبرياء
- 1972: امتثال
- 1972: الغضب
- 1972: الخوف
- 1974: العذاب فوق شفاه تبتسم
- 1975: الكرنك

## وصلات خارجية
- رمسيس نجيب على موقع IMDb (الإنجليزية)
- رمسيس نجيب على موقع الدهليز
- رمسيس نجيب على موقع قاعدة بيانات الأفلام العربية